# Suomen Cup 2012
La Suomen Cup 2012 è stata la 58ª edizione della coppa di Finlandia di calcio. È iniziata il 6 gennaio 2012 e si è conclusa il 29 settembre 2012. La formula prevedeva turni a eliminazione diretta con partite di sola andata. L'Honka ha vinto il trofeo per la prima volta, venendo così ammesso alla UEFA Europa League 2013-2014.
Le squadre iscritte alla competizione sono state 198. Le squadre di Kolmonen (quarta divisione) o di una serie inferiore hanno partecipato al primo turno. Nel quarto turno sono entrate in gioco le squadre di Ykkönen (seconda divisione) e Kakkonen (terza divisione). Le squadre della Veikkausliiga 2012 sono entrate nel torneo a partire tra il quinto e il settimo turno, in base al loro piazzamento nella Coppa di Lega finlandese 2012.

## Primo turno
Hanno partecipato a questo turno 34 squadre della quarta divisione e delle serie inferiori. Le partite si sono giocate tra il 6 e il 21 gennaio 2012.

## Secondo turno
Hanno partecipato le 17 squadre qualificate dal primo turno e altre 109 squadre qualificate automaticamente. Le partite si sono giocate a partire dal 14 gennaio 2012.

## Terzo turno
Hanno partecipato le 63 squadre qualificate dal secondo turno e altre 5 squadre qualificate automaticamente. Le partite si sono giocate a partire dal 5 febbraio 2012.

## Quarto turno
Hanno partecipato a questo turno le 34 qualificate dal terzo turno e le 38 squadre di Ykkönen e Kakkonen. Le partite si sono giocate tra il 14 febbraio e il 18 marzo 2012.
| Squadra 1        | Risultato        | Squadra 2    |
| ---------------- | ---------------- | ------------ |
| SAPA             | 0 – 4            | Kiffen       |
| LPS              | 1 – 1 (rig: 5-4) | EsPa         |
| HIFK             | 3 – 0            | PK-35 Vantaa |
| HIFK 2           | 0 – 1            | Kuusysi      |
| KäPa             | 3 – 3 (rig: 5-6) | Atlantis     |
| PKKU             | 2 – 3            | BK-46        |
| HPS              | 0 – 4            | Klubi 04     |
| Ponnistus        | 2 – 3            | RiPS         |
| Gnistan          | 1 – 0            | Viikingit    |
| PPJ              | 1 – 6            | EIF          |
| HIFK 3           | 1 – 2            | MaKu/Baltika |
| SexyPöxyt        | 2 – 3 (dts)      | TPV          |
| KyIF             | 1 – 3            | VG-62        |
| Ilves            | 1 – 3            | Hämeenlinna  |
| Härmä            | 3 – 2            | STPS         |
| I-HK/M09         | 0 – 5            | NoPS         |
| TP-T             | 1 – 3            | MaPS         |
| Sastamalan Voima | 1 – 5 (dts)      | NuPS         |
| Sudet            | 1 – 3            | MP           |
| PEPO             | 2 – 3            | Reipas Lahti |
| ViPa             | 0 – 3            | KooTeePee    |
| FCV              | 1 – 3            | Riverball    |
| LoPa             | 1 – 2 (dts)      | JäPS         |
| Futura           | 1 – 0            | KTP          |
| Peltirumpu       | 1 – 3            | JPS          |
| Babylon X        | 0 – 5            | Espoo        |
| Toejoen Veikot   | 2 – 2 (rig: 6-7) | KPV          |
| Myran            | 0 – 1            | Jazz         |
| JBK              | 2 – 3            | GBK          |
| VIFK             | 1 – 3            | SJK          |
| KPS              | 0 – 5            | Pallo-Iirot  |
| HauPa            | 0 – 4            | Santa Claus  |
| PS Kemi Kings    | 4 – 1            | RoPS         |
| OPS              | 0 – 2            | AC Oulu      |
| Muurola          | 2 – 0            | Kajaani      |
| PK-37            | 0 – 2            | JIPPO        |

## Quinto turno
Hanno partecipato a questo turno le 36 qualificate dal quarto turno e 4 squadre di Veikkausliiga. Le partite si sono giocate tra il 18 marzo e il 10 aprile 2012.
| Squadra 1     | Risultato   | Squadra 2     |
| ------------- | ----------- | ------------- |
| Gnistan       | 1 – 0       | BK-46         |
| RiPS          | 1 – 3       | Kuusysi       |
| VG-62         | 0 – 5       | KooTeePee     |
| EIF           | 2 – 3       | MaPS          |
| MaKu/Baltika  | 1 – 8       | Lahti         |
| Reipas Lahti  | 0 – 4       | LPS           |
| Atlantis      | 3 – 0       | Kiffen        |
| Klubi 04      | 1 – 2 (dts) | IFK Mariehamn |
| Futura        | 2 – 5       | HIFK          |
| JäPS          | 2 – 1       | Espoo         |
| Santa Claus   | 3 – 4       | MP            |
| Riverball     | 1 – 0       | Härmä         |
| Muurola       | 0 – 5       | Hämeenlinna   |
| Jazz          | 3 – 2 (dts) | SJK           |
| NoPS          | 1 – 7       | Haka          |
| PS Kemi Kings | 3 – 1 (dts) | GBK           |
| KPV           | 0 – 5       | JJK           |
| NuPS          | 1 – 7       | JIPPO         |
| TPV           | 0 – 3       | AC Oulu       |
| JPS           | 3 – 2 (dts) | Pallo-Iirot   |

## Sesto turno
Le partite si sono giocate tra il 31 marzo e il 15 aprile 2012.
| Squadra 1     | Risultato        | Squadra 2 |
| ------------- | ---------------- | --------- |
| JIPPO         | 1 – 0 (dts)      | Lahti     |
| JäPS          | 0 – 1            | Gnistan   |
| MP            | 0 – 2            | MyPa      |
| Hämeenlinna   | 0 – 4            | Honka     |
| IFK Mariehamn | 4 – 1            | JJK       |
| AC Oulu       | 0 – 2            | KuPS      |
| PS Kemi Kings | 2 – 2 (rig: 4-5) | Jaro      |
| EIF           | 4 – 1            | Kuusysi   |
| Atlantis      | 2 – 2 (rig: 4-3) | Jazz      |
| JPS           | 0 – 3            | LPS       |
| Riverball     | 0 – 4            | Haka      |
| KooTeePee     | 2 – 0            | HIFK      |

## Settimo turno
Le partite si sono giocate tra il 22 e il 26 aprile 2012.
| Squadra 1 | Risultato        | Squadra 2     |
| --------- | ---------------- | ------------- |
| HJK       | 2 – 1            | Jaro          |
| KooTeePee | 2 – 1 (dts)      | Inter Turku   |
| Atlantis  | 0 – 3            | Honka         |
| LPS       | 0 – 2            | VPS           |
| KuPS      | 0 – 0 (rig: 8-7) | TPS           |
| Gnistan   | 1 – 4            | IFK Mariehamn |
| EIF       | 0 – 2            | JIPPO         |
| Haka      | 1 – 2 (dts)      | MyPa          |

## Quarti di finale
Le partite si sono giocate tra l'8 e il 9 maggio 2012.
| Squadra 1 | Risultato | Squadra 2     |
| --------- | --------- | ------------- |
| JIPPO     | 0 – 3     | MyPa          |
| HJK       | 3 – 0     | KooTeePee     |
| Honka     | 2 – 0     | VPS           |
| KuPS      | 3 – 0     | IFK Mariehamn |

## Semifinali
La prima semifinale si è giocata il 31 maggio 2012. La seconda semifinale si giocherà il 30 agosto 2012.
| Squadra 1 | Risultato        | Squadra 2 |
| --------- | ---------------- | --------- |
| Honka     | 1 – 1 (rig: 5-4) | HJK       |
| KuPS      | 1 – 0            | MyPa      |

## Finale
| Arbitro: | Mattias Gestranius |

|               |           |  |
| Mäkijärvi 23’ | Marcatori |  |

| Honka (4-4-2)   |  |                    |     |
|                 |  |                    |     |
| P               |  | Tuomas Peltonen    |     |
| D               |  | Sampo Koskinen     |     |
| D               |  | Tapio Heikkilä (C) |     |
| D               |  | Henri Aalto        |     |
| D               |  | Lum Rexhepi        |     |
| C               |  | Jussi Vasara       | 81’ |
| C               |  | Nicholas Otaru     |     |
| C               |  | Duarte Tammilehto  |     |
| C               |  | Moshtagh Yaghoubi  |     |
| A               |  | Tim Väyrynen       |     |
| A               |  | Antti Mäkijärvi    | 23’ |
| A disposizione: |  |                    |     |
| P               |  | Walter Viitala     |     |
| D               |  | Dani Hatakka       |     |
| C               |  | Ilari Äijälä       |     |
| C               |  | Patrick Aaltonen   |     |
| C               |  | Tomi Petrescu      | 81’ |
| A               |  | Juuso Simpanen     |     |
| A               |  | Hermanni Vuorinen  |     |
| Allenatore:     |  |                    |     |
| Mika Lehkosuo   |  |                    |     |

| KuPS (3-5-2)   |  |                         |         |     |
|                |  |                         |         |     |
| POR            |  | Joonas Pöntinen         |         |     |
| DC             |  | Pyry Kärkkäinen         | 87’     |     |
| DC             |  | Etchu Tabe              | 32’ 40’ |     |
| DC             |  | Atte Hoivala            |         | 57’ |
| TOD            |  | Ebrima Sohna            |         |     |
| CEN            |  | Paul Ikechukwu Obiefule | 75’     |     |
| CEN            |  | Sander Puri             | 72’     |     |
| CEN            |  | Ats Purje               |         | 76’ |
| TOS            |  | Christopher Paul James  |         | 85’ |
| ATT            |  | Miikka Ilo              |         | 67’ |
| ATT            |  | Antti Hynynen           | 17’     |     |
| A disposizione |  |                         |         |     |
| POR            |  | Mika Hilander           |         |     |
| DIF            |  | Joni Nissinen           |         |     |
| CEN            |  | Aleksi Paananen         |         | 67’ |
| CEN            |  | Tero Taipale            |         |     |
| ATT            |  | Johann Ryan Anwar Smith |         | 76’ |
| ATT            |  | Ali Koljonen            |         |     |
| ATT            |  | Ilja Venäläinen         |         | 57’ |
| Allenatore:    |  |                         |         |     |
| Esa Pekonen    |  |                         |         |     |